# هنري موس
هنري موس (بالإنجليزية: Henry Moss)‏ هو شخصية أعمال بريطاني، ولد في 1933.